# Chen Lu
Chen Lu, född 24 november 1976 i Changchun, är en  kinesisk före detta konståkare.
Hon blev olympisk bronsmedaljör i konståkning vid vinterspelen 1994 i Lillehammer och vid vinterspelen 1998 i Nagano.